# Смолівка (Житомирський район)
Смо́лівка — село в Україні, у Харитонівській сільській територіальній громаді Житомирського району Житомирської області. Населення становить 173 осіб (2001).
Неподалік від села розташований заказник «Боброве Болото».

## Географія
У селі річка Смолівка впадає у Рівець, ліву притоку Ів'янки.

## Історія
У 1925—54 роках — адміністративний центр Смолівської сільської ради Коростишівського району.